# Pierre Lekeux
Pour les articles homonymes, voir Lekeux.
Pierre Lekeux est un comédien et professeur d'art dramatique belge, né en Belgique le 19 avril 1960.

## Biographie
Pierre Lekeux est diplômé de l’école hôtelière CERIA en 1978, il obtient un diplôme en sciences humaines en 1981, puis poursuit ses études à l’université libre de Bruxelles en philosophie morale (1982-1984). Il a produit différents films comme Strass de Vincent Lannoo, La danse des Esprits de Manuel Poutte, Le dernier rêve de Manuel Jespers, Les enfants du Syrat de Mustafa Balcy, Prisonniers, Adulte de Carlo Reygadas.
Sa formation passe par plusieurs écoles de théâtre : École du passage Niels Arestrup, Alain Gautré, Nadine Georges, Théâtre Phénix Philippe Hottier, Studio Jack Garfein et l'Actors Studio Jack Walter, John Strasberg (2 ans). Travaille en permanence avec Pico Berkowitch, Larry Sylverberg et Beatriz Flores Silva depuis 2010.
Pierre Lekeux enseigne à Bruxelles. Il travaille avec ses élèves sur l’acteur face à la caméra et a été professeur d’art dramatique à Gdynia en Pologne pendant un an.
Il est cofondateur de l’Epiky Théâtre, fondateur en 1999 de Radowsky Films avec Frank Hinrich, fondateur des ateliers d’acteurs face à la caméra avec Frédéric Fonteyne, P. Piras, Frédréric Lammerant et fondateur d’un comité de lecture avec Manu Jespers.
Pierre Lekeux est membre du jury au festival de Namur de courts-métrages (Média 10-10) et membre du comité de sélection des films belges devant être présentés aux Oscars.

## Filmographie sélective

### Cinéma
- 1995 : Lallahouby de Mohamed Tazy : le commissaire de police
  - La Danse des Esprits de Manuel Poutte : le curé Pol Radowsky
- 1996-1998 : Peccatto de Manuel Gomez : le soldat de l’Inquisition
- 1998 : Adulte de Carlos Reygadas : le suicidé
- 1998 : Prisonniers de Carlos Reygadas : le chef du contre-espionnage
- 2002 : Strass
- 2003 : Last Night on Earth de William August : Max
- 2008 : Combat avec l'ange
- 2012 : Regards de Paolo Zagaglia
- 2012 : Tempo de Tony Marioni et Benoit Fontenelle
- 2012 : Rue de la longue haie de Jesse Malcolm Sweet
- 2012 : Strangers de Philippe Geus
- 2013 : Tati Panpan de Cédric Larcin
- 2013 : Histoire d'ombre d'Olivier Smolders
- 2013 : Au nom du fils
- 2013 : Un homme bien de Steve De Roover
- 2014 : La Part de l'ombre d'Olivier Smolders (court-métrage)

### Télévision
- 1993 : Gens ordinaires et Sledz de Miroslaw Judkoviak
- 1994 : Affaire de famille de Pierre-Paul Renders : l’escroc
- 1995 : La Balle au bond de W. Crespin : le professeur de secondaire
- 2008 : L'Affaire Leila (épisodes 1 et 2) de Pierre Joassin : le fonctionnaire de l’Office des étrangers
- 2008 : Françoise Dolto, le désir de vivre de Serge Le Péron : le médecin
- 2011 : À tort ou à raison de Pierre Joassin

## Théâtre
- 1983 : Le Bossu de Paul Féval, mise en scène de Claude Volter
- 1984-1985 : Circus Resurrection, Bread and Puppet Theatre, Clover, USA, mise en scène de Peter Schuman : la vache
- 1984-1985 : Éclaboussure d’après Georges Bataille, mise en scène d’Alain Mébirouk : le clochard céleste
- 1987 : Ivanov d’Anton Tchekhov, mise en scène de Philippe Hottier, Paris et festivals : Piotr
- 1988 : Pique-nique, Guernica de Fernando Arrabal, mise en scène d’Eva Wiederman
- 1989-1992 : Il faut qu'une porte soit ouverte ou fermée d'Alfred de Musset, mise en scène de Chantal Mélior, Paris : le comte
- 1989-1992 : Le Bastringue, montage de plusieurs pièces de Karl Valentin, mise en scène de Chantal Mélior, Paris : le père de famille
- 1989-1992 : Cœur de chien de Mikhaïl Boulgakov, mise en scène de Patrick Mélior : l’agent du KGB, le président du conseil des locataires et le juge d’instruction
- 1989-1992 : Le Chant du cygne, Les Méfaits du tabac, Le Tragédien malgré lui d’Anton Tchekhov, mise en scène de Daniel Krillenstein
- 1998 : Don Quichotte de Miguel de Cervantes, mise en scène de Frédéric Lammerant : Sancho Pança

## Récompenses
- Mention spéciale du Jury Réalisateur au festival de Syracuse New York pour son interprétation de L'homme à la sacoche dans le film "Regards" de Paolo Zagaclia
- Grand prix d’interprétation masculine au festival international de Péniscola pour son interprétation de Pierre Radowski dans Strass de Vincent Lannoo

## Nominations
- Sélectionné pour le prix Joseph Plateau du meilleur acteur belge en 2002
- Sélectionné pour le prix du meilleur acteur belge en 1998 à Gand